# Ібаракі (Осака)
Ібара́кі (яп. 茨木市, いばらきし, МФА: [ibaɾakʲi ɕi̥]?) — місто в Японії, в префектурі Осака.  Входить до списку особливих міст Японії.   Отримало статус міста 1948 року. Площа становить 76,52 км². Станом на 1 липня 2012 року населення складало 277 276  осіб, густота населення — 3620 осіб/км².     

## Демографія
За даними перепису населення Японії, населення Ібаракі постійно зростало протягом останнього століття. Станом на 2020 рік населення складає 287 730 осіб, густота населення — 3762 осіб/км².

## Історія
Ібаракі отримало статус міста 1 січня 1948 року.

## Місцевості
- Ай (Осака) 安威

## Уродженці
- Ішії Сатоші — японський спортсмен, дзюдоїст.